# Sarata alpha
Sarata alpha är en fjärilsart som beskrevs av Heinrich 1956. Sarata alpha ingår i släktet Sarata och familjen mott. Inga underarter finns listade i Catalogue of Life.